# لکه زاویه‌ای برگ‌کدوئیان
لکه زاویه‌ای برگ‌کدوئیان (نام علمی: Pseudomonas syringae) نام یک گونه از سرده سودومونا است.